# Erich von Kielmansegg
Erich von Kielmansegg (Hannover, 13 febbraio 1847 – Vienna, 5 febbraio 1923) è stato un politico tedesco naturalizzato austriaco.
Fu stadtholder della Bassa Austria e per un breve periodo di tempo Ministro presidente della Cisleitania nell'Impero austro-ungarico nel 1895.

## Biografia
Nato ad Hannover, Erich era figlio del conte Eduard von Kielmansegg (1804–1879), primo ministro del Regno di Hannover dal 1855 al 1862 ed egli stesso nipote del tenente generale Johann Ludwig von Wallmoden-Gimborn, figlio illegittimo di re Giorgio II di Gran Bretagna. Con suo padre dovette emigrare dopo l'annessione dell'Hannover alla Prussia nel 1866 a seguito della guerra austro-prussiana e si spostò a Vienna. Kielmansegg studiò giurisprudenza alle università di Heidelberg e di Vienna per poi entrare nel servizio civile austriaco nel 1870.
Dal 1876 prestò servizio come capitano del distretto militare di Baden e dal 1882 come ufficiale di stato nel governo della Cisleitania per le terre della Bucovina e della Carinzia come pure fu ministro dell'interno austriaco. Dal 17 ottobre 1889 fu stadtholder della Bassa Austria, incarico durante la tenuta del quale curò l'annessione dei sobborghi circondanti la capitale per formare l'unione territoriale della "Grande Vienna", la regolazione del Danubio e l'allargamento del Donaukanal e del fiume Wien.
Dopo le dimissioni del ministro presidente principe Alfred III di Windisch-Grätz, in contrasto aperto con il Partito dei giovani cechi in Boemia, Kielmansegg, confidente dell'imperatore Francesco Giuseppe I d'Austria, venne nominato ministro dell'intero e primo ministro in Cisleitania dal 18 giugno 1895, anche se rimase al suo posto solo per breve tempo in quanto il 29 settembre di quello stesso anno venne sostituito dal conte Kasimir Felix von Badeni. Rimase governatore della Bassa Austria sino al 18 giugno 1911 dove assistette alla salita al potere dei socialdemocratici e del partito socialista cristiano con l'elezione a sindaco di Vienna di Karl Lueger.
Pensionatosi, Kielmansegg morì a Vienna di polmonite e venne sepolto nel cimitero di Döbling. Nato nella Germania settentrionale fu, con l'eccezione del cancelliere conte Friedrich Ferdinand von Beust, l'unico ministro protestante dell'Austria della sua epoca.

## Albero genealogico
|                                                  |   |                                                        | Genitori                             |  |  | Nonni |  |  | Bisnonni                  |  |  | Trisnonni                    |  |
|                                                  |   |                                                        |                                      |  |  |       |  |  | Friedrich von Kielmansegg |  |  | Georg Ludwig von Kielmansegg |  |
|                                                  |   |                                                        |                                      |  |  |       |  |  | Friedrich von Kielmansegg |  |  | Georg Ludwig von Kielmansegg |  |
|                                                  |   | Melosine Agnes von Spörcken                            |                                      |  |  |       |  |  | Friedrich von Kielmansegg |  |  |                              |  |
| Ludwig Friedrich von Kielmansegg                 |   |                                                        |                                      |  |  |       |  |  | Friedrich von Kielmansegg |  |  |                              |  |
|                                                  |   | Charlotte von Spörcken                                 | Georg Wilhelm von Spörcken zu Winsen |  |  |       |  |  |                           |  |  |                              |  |
|                                                  |   | Charlotte von Spörcken                                 | Georg Wilhelm von Spörcken zu Winsen |  |  |       |  |  |                           |  |  |                              |  |
|                                                  |   | Charlotte von Spörcken                                 | Dorothea Hedwig Philippine von Bülow |  |  |       |  |  |                           |  |  |                              |  |
| Eduard von Kielmansegg                           |   | Charlotte von Spörcken                                 |                                      |  |  |       |  |  |                           |  |  |                              |  |
|                                                  |   | Giovanni Ludovico di Wallmoden-Gimborn                 | Giorgio II del Regno Unito           |  |  |       |  |  |                           |  |  |                              |  |
|                                                  |   | Giovanni Ludovico di Wallmoden-Gimborn                 | Giorgio II del Regno Unito           |  |  |       |  |  |                           |  |  |                              |  |
|                                                  |   | Giovanni Ludovico di Wallmoden-Gimborn                 | Amalie von Wallmoden                 |  |  |       |  |  |                           |  |  |                              |  |
| Frederica Eleonore Juliane von Wallmoden-Gimborn |   | Giovanni Ludovico di Wallmoden-Gimborn                 |                                      |  |  |       |  |  |                           |  |  |                              |  |
|                                                  |   | Charlotte Christiane Auguste Wilhelmina von Wangenheim | August Wilhelm von Wangenheim        |  |  |       |  |  |                           |  |  |                              |  |
|                                                  |   | Charlotte Christiane Auguste Wilhelmina von Wangenheim | August Wilhelm von Wangenheim        |  |  |       |  |  |                           |  |  |                              |  |
|                                                  |   | Charlotte Christiane Auguste Wilhelmina von Wangenheim | Magdalene Christine von Hardenberg   |  |  |       |  |  |                           |  |  |                              |  |
| Erich von Kelmansegg                             |   | Charlotte Christiane Auguste Wilhelmina von Wangenheim |                                      |  |  |       |  |  |                           |  |  |                              |  |
|                                                  | … | …                                                      |                                      |  |  |       |  |  |                           |  |  |                              |  |
|                                                  | … | …                                                      |                                      |  |  |       |  |  |                           |  |  |                              |  |
|                                                  | … | …                                                      |                                      |  |  |       |  |  |                           |  |  |                              |  |
| …                                                | … |                                                        |                                      |  |  |       |  |  |                           |  |  |                              |  |
|                                                  |   | …                                                      | …                                    |  |  |       |  |  |                           |  |  |                              |  |
|                                                  |   | …                                                      | …                                    |  |  |       |  |  |                           |  |  |                              |  |
|                                                  |   | …                                                      | …                                    |  |  |       |  |  |                           |  |  |                              |  |
| Juliane von Zesterfleth                          |   | …                                                      |                                      |  |  |       |  |  |                           |  |  |                              |  |
|                                                  |   | …                                                      | …                                    |  |  |       |  |  |                           |  |  |                              |  |
|                                                  |   | …                                                      | …                                    |  |  |       |  |  |                           |  |  |                              |  |
|                                                  |   | …                                                      | …                                    |  |  |       |  |  |                           |  |  |                              |  |
| …                                                |   | …                                                      |                                      |  |  |       |  |  |                           |  |  |                              |  |
|                                                  |   | …                                                      | …                                    |  |  |       |  |  |                           |  |  |                              |  |
|                                                  |   | …                                                      | …                                    |  |  |       |  |  |                           |  |  |                              |  |
|                                                  |   | …                                                      | …                                    |  |  |       |  |  |                           |  |  |                              |  |
|                                                  |   | …                                                      |                                      |  |  |       |  |  |                           |  |  |                              |  |